# Sinagoga de Baia Mare
La sinagoga de Baia Mare es un lugar de culto judío en el municipio de Baia Mare, ubicado en  la calle Someșului no. 3. Fue construido en 1885 .
La sinagoga de Baia Mare está incluida en la Lista de monumentos históricos del distrito de Maramureș desde 2015, con el código de clasificación MM-II-mB-04486.

## Historia
La sinagoga de Baia Mare fue construida en 1885 en estilo neobarroco de Transilvania, con una superficie de 377 m². Al mismo tiempo, se construyó un nuevo baño ritual o Mikve, una escuela judía y un jardín de infancia judío, una casa para el rabino y una sala de reuniones.
La lista de sinagogas en Rumania publicada en la obra Setenta años de existencia. Seiscientos años de vida judía en Rumanía. Cuarenta años de colaboración FEDROM - CONJUNTO , publicado por la Federación de Comunidades Judías de Rumanía en 2008, declaró que la Sinagoga de Baia Mare estaba en funcionamiento.

## Galería de fotos

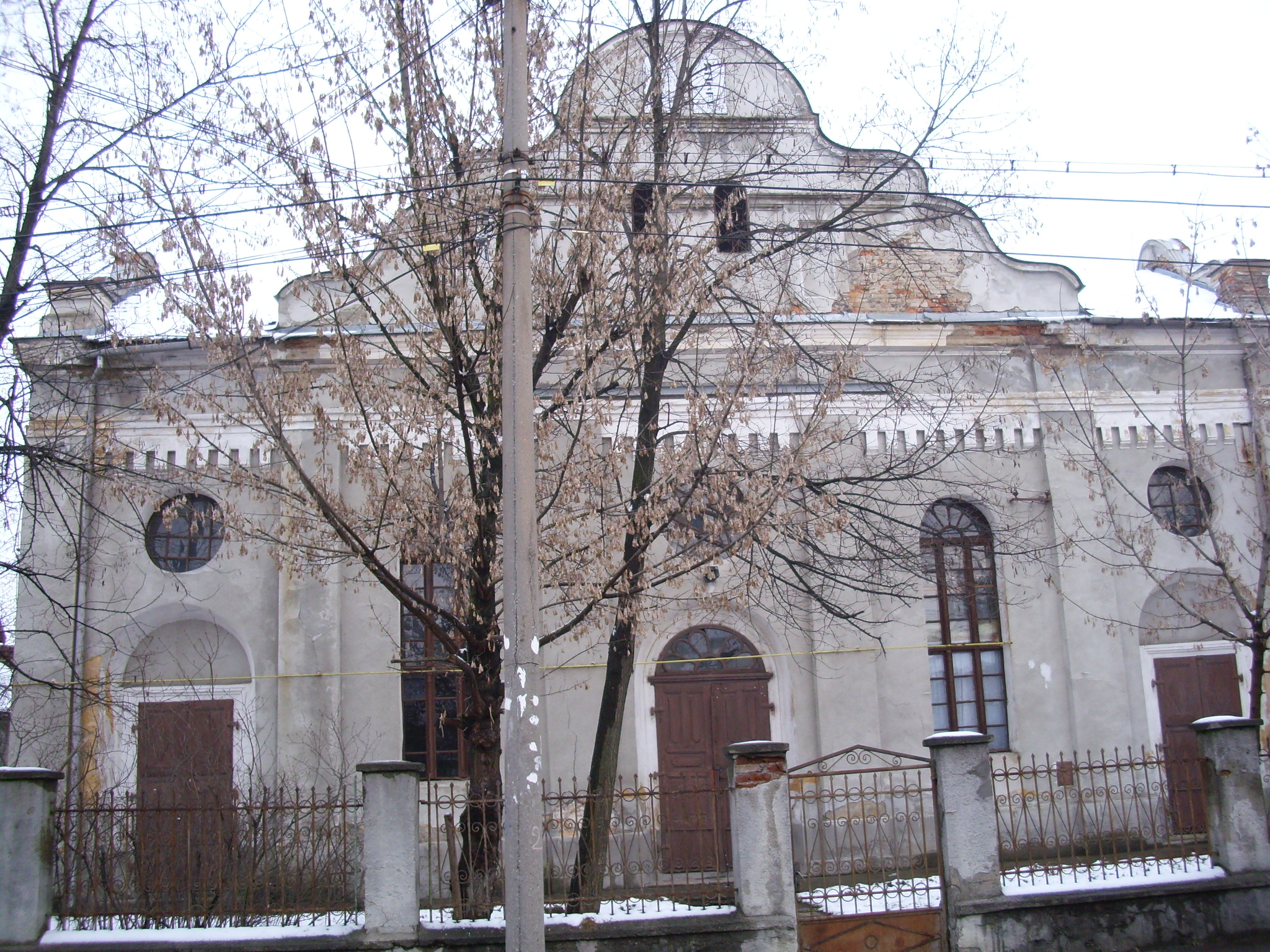
Sinagoga de Baia Mare